# Miss S
Miss S (hangeul: 미스에스; stylisé Miss $) est un duo sud-coréen de hip-hop formé par Brand New Stardom à Séoul en Corée du Sud. Elles ont débuté le 18 novembre 2008 avec le single "Don't Cheat".

## Membres

### Actuelles
- Jace (hangeul: 제이스), née Yoon Ja-young (hangeul: 윤자영) le 13 décembre 1981 (43 ans)
- Minhee (hangeul: 민희), née Kang Min-hee (hangeul: 강민희) le 29 décembre 1991 (33 ans)

### Ex
- Yumi (hangeul: 유미), née Oh Yu-mi (hangeul: 오유미) le 7 juin 1984 (40 ans)
- Hyeyoung (hangeul: 혜영), née Tae Hye-young (hangeul: 태혜영) le 31 août 1985 (39 ans)

## Discographie

### Albums studio
| Titre                                         | Détails sur l'album                                                                                           | Meilleure position | Ventes |
| Titre                                         | Détails sur l'album                                                                                           | COR                | Ventes |
| --------------------------------------------- | --- | ------------------ | ------ |
| Miss $ S Class                                | - Date de sortie: 26 août 2009 - Label: Brand New Stardom, Music&NEW - Formats: CD, téléchargement            | —                  | NC     |
| Miss Terious                                  | - Date de sortie: 22 novembre 2011 - Label: Brand New Music, LOEN Entertainment - Formats: CD, téléchargement | 49                 | NC     |
| "—" signifie que l'album se n'est pas classé. | |                    |        |

### Extended plays
| Titre                                         | Détails sur l'album                                                                                            | Meilleure position | Ventes |
| Titre                                         | Détails sur l'album                                                                                            | COR                | Ventes |
| --------------------------------------------- | --- | ------------------ | ------ |
| Pro. Miss. U                                  | - Date de sortie: 22 octobre 2010 - Label: Brand New Stardom, LOEN Entertainment - Formats: CD, téléchargement | 43                 | NC     |
| Miss uS?                                      | - Date de sortie: 25 octobre 2012 - Label: Brand New Music, Bugs Corporation - Formats: CD, téléchargement     | —                  | NC     |
| "—" signifie que l'album ne s'est pas classé. | |                    |        |

### Albums single
| Titre                                         | Détails sur l'album                                                                                          | Meilleure position | Ventes |
| Titre                                         | Détails sur l'album                                                                                          | COR                | Ventes |
| --------------------------------------------- | --- | ------------------ | ------ |
| Miss $ Diary                                  | - Date de sortie: 18 novembre 2008 - Label: Brand New Stardom - Formats: téléchargement                      | —                  | NC     |
| Miss Independent                              | - Date de sortie: 10 septembre 2010 - Label: Brand New Stardom, LOEN Entertainment - Formats: téléchargement | —                  | NC     |
| Lo$t & Found                                  | - Date de sortie: 19 juillet 2013 - Label: Brand New Music, Bugs Corporation - Formats: téléchargement       | —                  | NC     |
| "—" signifie que l'album ne s'est pas classé. | |                    |        |

### Singles
| Titre                                                                            | Année                        | Meilleure position           | Ventes                       | Album                        |
| Titre                                                                            | Année                        | COR                          | Ventes                       | Album                        |
| En tant qu'artiste principal                                                     | En tant qu'artiste principal | En tant qu'artiste principal | En tant qu'artiste principal | En tant qu'artiste principal |
| -------------------------------------------------------------------------------- | ---------------------------- | ---------------------------- | ---------------------------- | ---------------------------- |
| "Don't Cheat" (바람피지마) feat. Nam Gyu-ri                                      | 2008                         | —                            | NC                           | Miss $ S Class               |
| What Is Love (사랑이 뭐길래)                                                     | 2009                         | —                            | NC                           | Miss $ S Class               |
| "What Did You Eat at This Age?" (이 나이 목고 뭐했길래) feat. Jeong Seul-gi      | 2010                         | 5                            | NC                           | Pro. Miss. U                 |
| "Promise U" feat. Jeong Seul-gi                                                  | 2010                         | 23                           | NC                           | Miss Terious                 |
| "Understandably" (오죽하면 이럴까) feat. Jeong Seul-gi & Im Da-hye               | 2011                         | 12                           | - COR: 686 212               | Miss Terious                 |
| "Reduce Some Cigarettes" (담배 좀 줄여)                                          | 2012                         | 21                           | - COR: 468 457+              | Miss uS?                     |
| "Good Night" (안자고 뭐해)                                                       | 2012                         | 38                           | - COR: 335 960+              | Miss uS?                     |
| "You Were Not The…" (니가 아니 었기를) narr. Verbal Jint                         | 2013                         | 14                           | - COR: 246 151+              | Lo$t & Found                 |
| "Just Let Me Leave" (나도 좀 살자) feat. Skull                                   | 2013                         | 26                           | - COR: 88 466+               | Non-album singles            |
| "Don’t Speak Without Soul" (영혼없이 말하지마)                                   | 2016                         | 66                           | - COR: 32 189+               | Non-album singles            |
| "Featuring" (피처링)                                                             | 2016                         | —                            | NC                           | Non-album singles            |
| Collaborations                                                                   |                              |                              |                              |                              |
| "Happy Brand New Year" avec Verbal Jint, Phantom, As One, Swings, N-Son & Bumkey | 2012                         | 24                           | - COR: 292 674+              | Non-album singles            |
| "It's Gonna Be Alright" (솧을거야) avec As One                                   | 2013                         | 19                           | - COR: 178 871+              | Non-album singles            |
| En featuring                                                                     |                              |                              |                              |                              |
| "I Know My Heart" (내 맘을 아냐고) MJ feat. Kim Hyun-joong, Miss $ & Uju         | 2009                         | 20                           | NC                           | Non-album singles            |
| "Do You Remember?" (잘있니) BNR feat. Wax, Miss $ & Si-jin                       | 2014                         | —                            | NC                           | Non-album singles            |
| Bandes-son                                                                       |                              |                              |                              |                              |
| "Descend from the Sky" (하늘에서 내려와) feat. Oh Won-bin                        | 2009                         | —                            | NC                           | You're Beautiful OST         |
| "—" signifie que le morceau ne s'est pas classé.                                 |                              |                              |                              |                              |